# Peter Pauly

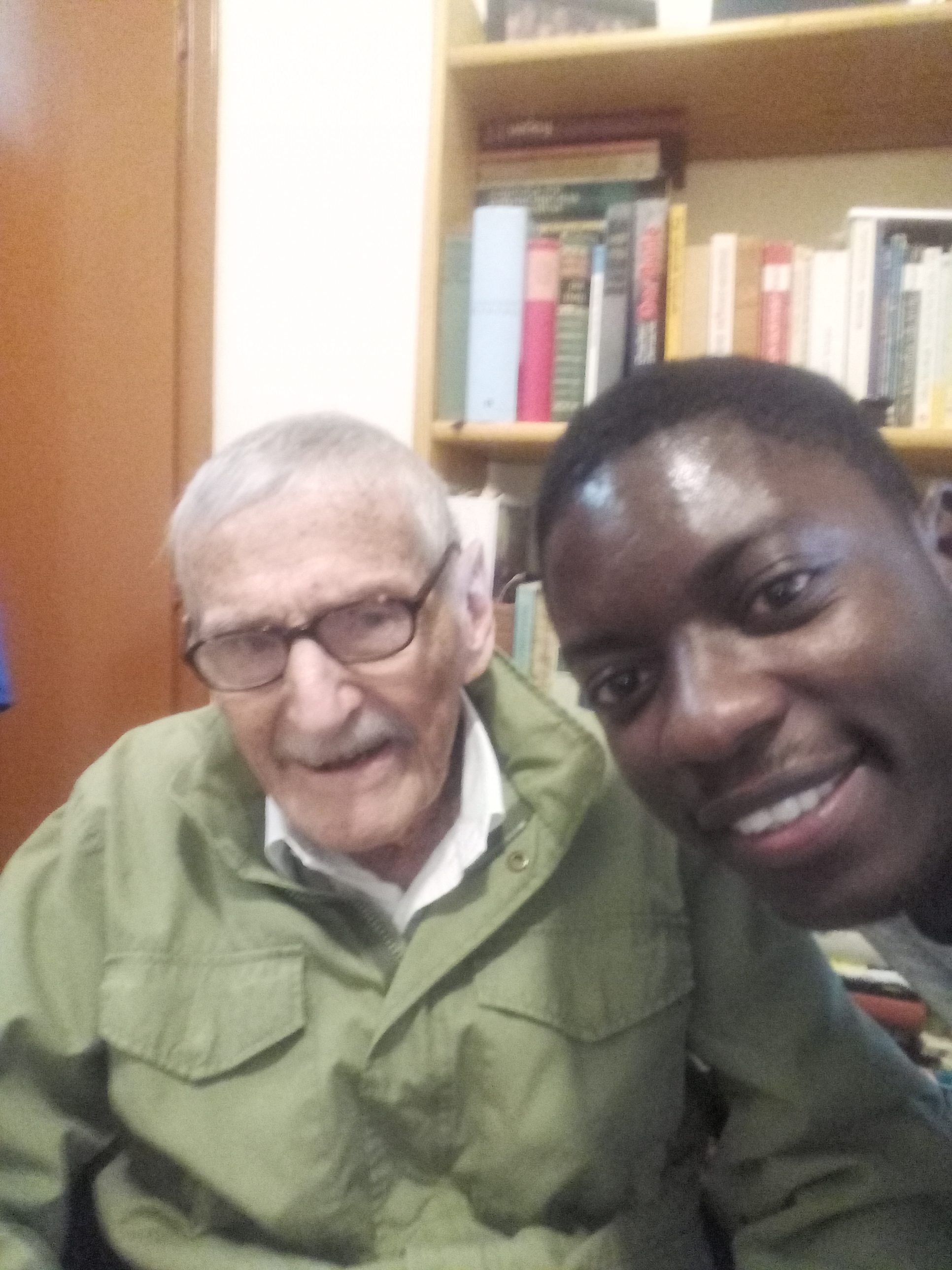
Peter Pauly im Altenheim in Otjiwarongo (2018)

Peter Josef Pauly (* 20. September 1917 in Breslau; † 16. Juli 2021 in Otjiwarongo) war ein deutsch-namibischer evangelisch-lutherischer Geistlicher.

## Leben
Peter Pauly wurde 1917 in Niederschlesien geboren. Sein Vater war ein preußischer Artillerieoffizier mit jüdischen Vorfahren. Die Mutter, Melanie Schöneberg, war ein uneheliches Kind von Graf Tassilo Saurma-Jeltsch und einer seiner Hausangestellten.
Sie wurde bei den Ursulinenschwestern in Breslau ausgebildet und wirkte bis zur Heirat als Hauslehrerin in Ungarn. Für Sohn Peter war die Offizierslaufbahn vorgesehen und er kam in die Staatliche Bildungsanstalt in Potsdam, die nach der Machtergreifung 1933 der NSDAP in eine „Napola“ umgewandelt wurde. Als „Halbjude“ am Abitur gehindert, absolvierte er eine landwirtschaftliche Ausbildung und versuchte zunächst nach Brasilien auszuwandern.
1937 gelang es ihm, sich ins ehemalige Deutsch-Ostafrika, damals Tanganyika genannt, einzuschiffen, wo er als Verwalter auf einer Kaffeeplantage arbeitete. Als deutscher Staatsangehöriger wurde Pauly von den britischen Kolonialbehörden zu Beginn des Zweiten Weltkriegs in den südafrikanischen Internierungslagern Baviaanspoort nordöstlich von Pretoria und Andalusia festgesetzt – zusammen mit Unterstützern des Nationalsozialismus. 1947 entlassen, kehrte Pauly in das mittlerweile besetzte Deutschland zurück und wurde zur Entnazifizierung wiederum interniert. Er hatte keine Dokumente vorzuweisen, die ihn entlasteten. Dennoch war er 1949 bei der Gründung der Bundesrepublik dabei und arbeitete unter anderem als Dolmetscher beim Verfassungskonvent.
1950 siedelte Pauly nach Südwestafrika über. Als Helfer in der Farmerei und dem Bergbau verdiente er seinen Lebensunterhalt im Raum Otavi und Tsumeb. Er heiratete, aber die Ehe mit der Tochter eines deutschen Großgrundbesitzers hielt nicht lange. Als bereits Fünfzigjähriger wechselte Peter Pauly erneut den Beruf. Er studierte evangelische Theologie, wurde 1975 ordiniert und wirkte als Pastor im Ovamboland. Nach dem Scheitern der ersten Ehe, der vier Kinder entstammen, heiratete er 1985 eine Frau der Ethnie der Ovambo, deren Familienverband er (Stand Juni 2014) als Ältester in Elim vorstand. Er setzte sich für die Abschaffung der Apartheid in Namibia ein.
Pauly lebte und verstarb in Otjiwarongo.

## Auszeichnung
In Anerkennung seiner Parteinahme für Teile der schwarzen Bevölkerung zu Zeiten der Apartheid, seiner Unterstützung bei der Rückführung der DDR-Kinder, die ab 1990 nach Namibia zurückkehrten, sowie für die jahrelange ehrenamtliche Pflege des Archivs der Evangelisch-Lutherischen Kirche in Namibia (DELK) verlieh Bundespräsident Horst Köhler dem Geistlichen im Jahr 2010 das Bundesverdienstkreuz am Bande.